# Chloroclystis viridescens
Pasiphilodes viridescens là một loài bướm đêm trong họ Geometridae.